# De kronieken van de Wilde Regenlanden
De kronieken van de Wilde Regenlanden is de Nederlandstalige versie van The Rain Wild Chronicles van de Amerikaanse schrijfster Margaret Lindholm, die schrijft onder het pseudoniem Robin Hobb. Hierin keert de schrijfster terug naar het Rijk van de Ouderlingen. Deze reeks zal uit vier boeken bestaan, getiteld Drakenhoeder - verschenen in november 2009 - Drakenziel, - verschenen in april 2010 - Drakenstad, - verschenen in september 2011 - en Drakenbloed - verschenen eind 2011. Het verhaal is een vervolg op De boeken van de Levende Schepen, enkele hoofdpersonages uit die trilogie duiken nu op als nevenpersonages. Het tweeluik volgt de ontwikkeling van een nieuwe generatie draken.